# 327国债期货事件

1995年2月23日，上交所327国债期货的YTD日k线图

327国债期货事件又簡稱為327国债事件，是指由上海证券交易所发行代号为327的国债期货合约在1995年2月23日发生的集中、大规模的违规交易事件。
英国金融时报将这一天称为“中国大陆证券史上最黑暗的一天”。

## 327国债期货合约
“327” 是“92（3）国债06月交收”国债期货合约在上交所的代号，对应1992年发行1995年6月到期兑付的3年期国库券（国债），该券发行总量是240亿元人民币，利率是9.5%的票面利息加保值贴补率。但中国财政部是否对之实行保值贴补，将贴补多少，在事件发生之前并不确定，这就使得国债期货具有了投机获利的空间。

## 过程

### 背景
中国国债的转让流通起步于1988年，1990年形成全国性的二级市场。但当时的个人投资者普遍把国债作为一种变相的长期储蓄存款，很少有进入市场交易的兴趣。
1990年11月26日，上海证券交易所成立。
1992年10月，中国证券监督管理委员会成立。
1992年12月28日，上海证券交易所借鉴美国经验首次设计并试行推出了12个品种的国债期货合约。这标志了中国国债期货交易的开始。28日上午10点35分国债期货试点开市第一单成交，成交对手双方就是中经开和万国证券。
1993年7月10日，央行宣布对3年期以上人民币定期储蓄存款实行保值，7月11日，财政部颁布了《关于调整国库券发行条件的公告》，公告称，在通货膨胀居高不下的背景下，政府决定将参照中央银行公布的保值贴补率给予一些国债品种的保值补贴。使得国债收益率开始出现不确定性，国债期货的投机空间扩大。
1993年10月25日，上交所国债期货交易向社会公众开放。
从1994年下半年开始，继上海证券交易所后，深圳证券交易所、武汉、天津证券交易中心也开办国债期货交易，除此之外，北京商品交易所等10家期货交易所也陆续开设了国债期货交易。至1995年3月，全国共计有14个交易场所推出了国债期货交易。

### 事件经过
1995年1月，327国债产品市价在147元至148元波动，依据当时万国证券交易总部总经理何忠卿的预测，万国证券联合高岭、高原兄弟执掌的辽宁国发集团，从1月23日起在北京上海两地开始大举做空，成为市场空头主力。而与此同时，隶属于中国财政部的中国经济开发信托投资公司（原中国农业开发信托投资公司）则大举做多，成为市场多头主力。
1995年2月22日晚，财政部发表1995年第一号、第二号公告，从3月1日起发行1995年3年期凭证式国债，年利率为14%，并实行保值贴补。引发了对1992年3年期国债将大幅度贴息的市场预期。
1995年2月23日，财政部1995年第三号公告的内容已经提前一天在券商之间传开，空头判断错误。10点15分上交所开市后，327国债期货即以149.50元价格开盘，比前日收盘148.21元价高出1.29元。随后辽国发的高岭、高原兄弟在形势对空头极其不利的情况下利用旗下控股公司无锡国泰的交易席位以148.50的价格违规抛出200万口空仓（当时上交所限制的单一机构持仓总量为40万口）。
上午11点左右，万国证券总经理管金生紧急约见上交所总经理尉文渊，请求暂停交易，撤销辽国发的200万口空仓违规交易，但被尉文渊拒绝。
下午13点开盘后，辽国发突然由空翻多，将其50万口做空单迅速平仓，反手买入50万口做多，“327”国债因此在1分钟内涨了2元，并达到当天最高价151.98元。比前一交易日的收盘价上涨了3.77元。如果按照当时万国的持仓量和现行价位交割，它将要亏损十几亿元资金。
下午16点22分13秒开始，在总经理管金生的命令下，万国证券为了扭转败局疯狂做空“327”国债。在没有足够保证金的前提下，从C55和P89的两个自营席位连续打入23笔（每笔90万口）空单，共2070万口，同时用万国证券公司下属黄浦营业部的C73自营席位做多接盘向下锁定价位。
到下午16点30分收盘，万国证券砸出的2070万口327合约空单共成交了1044万口，而对倒做多的C73席位接盘315万口，成交锁定了价格，从而在7分47秒内把该合约价位从151.30元打到147.90元。据统计，当日上交所国债期货共成交1824万口，约8500亿元，其中327合约共成交1205万口，86.6%的交易属于万国证券抛空的327合约。
1995年2月23日晚23点，上交所在经过紧急会议后宣布：1995年2月23日16时22分13秒之后的所有交易是异常的无效的，经过此调整当日国债成交额为5400亿元，当日“327”品种的收盘价为违规前最后签订的一笔交易价格151.30元，结算价为150.58元。这也就是说当日收盘前8分钟内空头的所有卖单无效，“327”产品兑付价由会员协议确定。上交所的这一决定，使万国证券的尾盘操作收获瞬间化为泡影。万国亏损56亿人民币，濒临破产。
2月23日晚，为避免万国证券可能迎来的倒闭而造成证券市场连锁挤兑风险，由上海市政府出面协调，上交所和多家金融机构，以国债回购和银行融资的形式，融给万国证券15亿元资金，加强其柜台的现金支付和周转能力，稳定其客户的心态；万国证券也连夜准备了10亿元左右资金和8亿元国库券。最终针对万国证券的挤兑并没有出现。
1995年2月24日，上交所发出《关于加强国债期货交易监管工作的紧急通知》，就国债期货交易的监管问题作出六项规定，即：
- 从1995年2月24日起，对国债期货交易实行涨跌停板制度；
- 严格加强最高持仓合约限额的管理工作；
- 切实建立客户持仓限额的规定；
- 严禁会员公司之间相互借用仓位；
- 对持仓限额使用结构实行控制；
- 严格国债期货资金使用管理。同时，为了维持市场稳定，开办了协议平仓专场。

### 调查与处分
1995年5月17日，中国证监会以“国债期货市场屡次发生由严重违规交易引起的风波”为由，宣布暂停国债期货交易试点，开市仅两年零六个月的国债期货划上了句号。中国第一个金融期货品种宣告夭折。
1995年9月20日，中国监察部、中国证监会等部门都公布了对“327事件”的调查结果和处理决定，决定说，“这次事件是一起在国债期货市场发展过快、交易所监管不严和风险控制滞后的情况下，由上海万国证券公司、辽宁国发（集团）公司引起的国债期货风波。”决定认为，上海证交所对市场存在过度投机带来的风险估计严重不足，交易规则不完善，风险控制滞后，监督管理不严，致使在短短几个月内屡次发生严重违规交易引起的国债期货风波，在国内外造成极坏的影响。经过四个多月深入调查取证，监察部、中国证监会等部门根据有关法规，对有关责任人分别做出了开除公职、撤消行政领导等纪律处分和调离、免职等组织处分，涉嫌触犯刑律的移送司法机关处理，对违反规定的证券机构进行经济处罚。
1995年4月，管金生辞职。1995年5月19日，管金生在海南被捕，罪名为贪污、挪用公款40余万元，1997年2月3日，以行贿和挪用公款罪被判有期徒刑17年，并没有追加金融罪名。
1995年9月15日，上海证交所召开二届三次理事会，尉文渊本人请求免除其上海证交所总经理职务。

## 影响

### 金融秩序
这一事件彻底击垮了万国证券，1996年7月16日，上海申银证券公司和上海万国证券公司合并，成立申银万国证券股份有限公司。
这一事件浇灭了中国期货市场的热潮，对中国金融结构的冲击持续了十八年。直到2013年9月6日，国债期货才重新在中国金融期货交易所上市交易，交易规则有了大幅修改。
这一事件被认为是中国证券监管从地方到中央转变的标志之一。1995年后，证监会逐步开始接手证券行业监管。直到1997年7月2日，根据国务院第150次总理办公会议决定，将上海证交所和深圳证交所划归中国证监会直接管理。1999年7月1日，中国证监会在全国各地的派出机构正式挂牌。
虽然上海市政府在事发当天的应急处理避免了万国证券的挤兑，但这一事件还是引发了此后数年中国证券市场的系统性风险和全国性金融债务危机，国债期货关停后的遗留清算债务到2001年才被完全冲抵。

### 相关者
327事件中的几位赢家积累了巨额的财富，但绝大部分的当事人──无论赢家还是输家──在事件发生之后的20年后都没有能够获得好下场。
- 中国经济开发信托投资公司：于2002年6月7日因严重违规经营被央行撤销[22]，所属证券部门和营业部是中国银河证券的前身。
- 戴学民：1995年在北京遭到不明身份人员刺杀，伤及肝部，之后下落不明。于2001年8月潜逃出境，列入2015年中华人民共和国红色通缉令代号A-19/1-2002。于2015年改换身份持外国护照潜回国内，4月25日11时以涉嫌贪污1100万元被捕。
- 魏东：跟风中经开获利大概2-3亿元后成立涌金集团。2008年4月跳楼身亡。其遗孀陈金霞继承涌金集团股权[23]。
- 管金生：1997年以行贿和挪用公款罪被判处17年徒刑。2003年保外就医。
- 高原、高岭兄弟：该事件后巨亏。事后以违规交易和金融诈骗立案，辽国发案涉及数百亿元，兄弟俩潜逃出国。
- 尉文渊：事后因监管责任辞离上交所，05年投资华锐风电，13年又辞离华锐风电。
- 黄伟：事后获利7.5亿元，创立浙江新湖，一度成为浙江首富（2007福布斯中国富豪榜第15位），新湖系已控股多家金融上市公司和机构。
- 刘汉：事后成为亿万富豪，一度成为“四川地下组织部长”，后因其后台周永康倒台而被捕，被捕时已经有400亿身家。2014年5月23日因犯组织、领导、参加黑社会性质组织、故意杀人等罪被判死刑，2015年2月9日被处决。[24]
- 袁宝璟：事后收获不小，后指使人刺杀刘汉未遂而被捕。2006年1月13日被判死刑，3月17日被处决。
- 周正毅：事后一度成为福布斯上海首富（2002福布斯中国富豪榜第11位），2003年因涉嫌虚报注册资本和操纵证券交易价格被判刑3年，2007年因涉及陈良宇案而再次被捕，判刑16年，2020年出狱。
- 陈万宁（宁财神）：在327事件中宁财神的交易席位亏损七千多万，1997年再度因郑豆事件赔光300万资产。后随《武林外传》翻身，2014年因吸毒被捕，被列入广电总局的劣迹艺人名单。